# 로즈 케네디
로즈 엘리자베스 피츠제럴드 케네디(영어: Rose Elizabeth Fitzgerald Kennedy, 1890년 7월 22일 ~ 1995년 1월 22일)는 미국의 자선가, 사교계 명사, 그리고 케네디가의 가장이었다. 그녀는 보스턴에 있는 "레이스 커튼" 아일랜드계 미국인 공동체에 깊이 뿌리 박혀있다. 그녀의 아버지인 존 F. 피츠제럴드는 매사추세츠 주 상원(1892-1894), 미국 하원(1895-1901, 1919), 보스턴 시장(1906-1908, 1910-1914)을 역임했다. 그녀의 남편인 조지프 P. 케네디 시니어는 미국 증권거래위원회(1934-1935)와 미국 해사위원회(1937-1938)의 의장을 맡았고, 주영국 대사(1938-1940)를 역임했다. 그들의 9명의 자녀들은 미국 대통령 존 F. 케네디, 뉴욕의 로버트 F. 케네디, 매사추세츠의 에드워드 M. 케네디, 스페셜 올림픽 창시자 유니스 케네디 슈라이버, 그리고 진 케네디 스미스 주아일랜드 대사를 포함했다. 1951년, 로즈 케네디는 교황 비오 12세에 의해 고귀하게 여겨져 여섯 번째 미국 여성이 되었다.